# 소녀 리버스
《소녀 리버스(RE:VERSE)》는 카카오페이지 및 유튜브에서 2023년 1월 2일부터 3월 6일까지 공개된 웹 예능이다.

## 개요
현직 걸 그룹의 멤버 30명이 5인조 걸 그룹이 되기 위해서 참가하는 서바이벌 오디션 프로그램이다.

## 역사
2022년 10월 6일, 카카오엔터테인먼트를 통해서 11월 28일 공개를 발표했다. 10월 12일, 참가자 30명의 자기소개 영상이 공개됐다. 10월 24일, 티저가 공개됐으며, 24일부터 30일까지 시청자들이 응원하는 버추얼 캐릭터에 투표할 수 있는 예선 투표를 카카오페이지를 통해서 진행한다. 11월 26일, 테마곡인 ‘약속해’를 MMA 2022를 통해서 최초 공개했으며, 같은 날 음원이 공개됐다. 11월 28일 공개 당일에 일부 크리에이터들과의 협의 문제로 공개가 무제한 연기됐으며, 공식 영상 및 게시글 들이 모두 비공개 처리가 됐다. 12월 22일, 공개 날짜를 1월 2일로 확정지었으며, 비공개됐던 영상 및 게시글들도 다시 공개됐다.

## 용어
W
소녀V를 위한 가상 현실 공간 세계
왓쳐
소녀 V를 지켜보는 4명의 선배로 붐, 바다, 아이키, 펭수를 말한다.
소녀X
현실 세계의 인물
소녀V
소녀X가 움직이는 가상 현실 속의 캐릭터

## 참가자 목록
- 소녀V는 탈락 시 소멸되며, 소녀X의 정체가 공개된다.

| 1~5위 (5명)      | 다이아 |
| 6~12위 (7명)     | 골드   |
| 13위~20위 (8명)  | 실버   |
| 21위~30위 (10명) | 브론즈 |

| 무너                          | 미공개                    | 20 | 5  | 8         | 1         | 2         | 1         |           |           |           |           |
| 서리태                        | 미공개                    | 26 | 18 | 1         | 3         | 1         | 2         |           |           |           |           |
| 크앙                          | 미공개                    | 2  | 9  | 7         | 8         | 8         | 3         |           |           |           |           |
| 리엔                          | 미공개                    | 4  | 1  | 3         | 5         | 4         | 4         |           |           |           |           |
| 김세레나                      | 미공개                    | 27 | 21 | 12        | 9         | 9         | 5         |           |           |           |           |
| 결선 탈락 (2023년 3월 6일)    |                           |    |    |           |           |           |           |           |           |           |           |
| 로즈                          | 쥬리 (로켓펀치)           | 30 | 12 | 6         | 7         | 6         | 6         |           |           |           |           |
| 집순희                        | 보라 (체리블렛)           | 1  | 6  | 4         | 2         | 5         | 7         |           |           |           |           |
| 루비                          | 수안 (퍼플키스)           | 24 | 2  | 2         | 4         | 3         | 8         |           |           |           |           |
| 짜루                          | 승은 (前 밴디트)          | 8  | 16 | 9         | 10        | 10        | 9         |           |           |           |           |
| 세라                          | 먼데이 (위클리)           | 3  | 8  | 5         | 6         | 7         | 10        |           |           |           |           |
| 본선 탈락자 (2023년 2월 13일) |                           |    |    |           |           |           |           |           |           |           |           |
| 도파민                        | 해인 (라붐)               | 23 | 3  | 10        | 11        | 본선 탈락 | 본선 탈락 |           |           |           |           |
| 바림                          | 나다                      | 28 | 11 | 17        | 12        | 본선 탈락 | 본선 탈락 |           |           |           |           |
| 니케나                        | 임나영                    | 25 | 14 | 15        | 13        | 본선 탈락 | 본선 탈락 |           |           |           |           |
| 치어                          | 채인 (퍼플키스)           | 6  | 10 | 13        | 14        | 본선 탈락 | 본선 탈락 |           |           |           |           |
| 니모                          | 해윤 (체리블렛)           | 15 | 13 | 16        | 15        | 본선 탈락 | 본선 탈락 |           |           |           |           |
| 캐서린                        | 로하 (네이처)             | 19 | 4  | 14        | 16        | 본선 탈락 | 본선 탈락 |           |           |           |           |
| 순대내장                      | 오로라 (네이처)           | 18 | 15 | 11        | 17        | 본선 탈락 | 본선 탈락 |           |           |           |           |
| 예선 탈락자 (2023년 1월 16일) |                           |    |    |           |           |           |           |           |           |           |           |
| 시계는와치                    | 엘리 (위키미키)           | 11 | 17 | 예선 탈락 | 예선 탈락 | 예선 탈락 | 예선 탈락 | 예선 탈락 | 예선 탈락 | 예선 탈락 | 예선 탈락 |
| 정호랑                        | 정예인 (러블리즈)         | 21 | 19 | 예선 탈락 | 예선 탈락 | 예선 탈락 | 예선 탈락 | 예선 탈락 | 예선 탈락 | 예선 탈락 | 예선 탈락 |
| 라스칼                        | 송선 (트라이비)           | 22 | 20 | 예선 탈락 | 예선 탈락 | 예선 탈락 | 예선 탈락 | 예선 탈락 | 예선 탈락 | 예선 탈락 | 예선 탈락 |
| 예니콜                        | 아이엘 (아이리스)         | 16 | 22 | 예선 탈락 | 예선 탈락 | 예선 탈락 | 예선 탈락 | 예선 탈락 | 예선 탈락 | 예선 탈락 | 예선 탈락 |
| 차차다섯공주                  | 재희 (위클리)             | 13 | 23 | 예선 탈락 | 예선 탈락 | 예선 탈락 | 예선 탈락 | 예선 탈락 | 예선 탈락 | 예선 탈락 | 예선 탈락 |
| 하이루                        | 수윤 (로켓펀치)           | 17 | 24 | 예선 탈락 | 예선 탈락 | 예선 탈락 | 예선 탈락 | 예선 탈락 | 예선 탈락 | 예선 탈락 | 예선 탈락 |
| 유주얼                        | 이연 (前 밴디트)          | 7  | 25 | 예선 탈락 | 예선 탈락 | 예선 탈락 | 예선 탈락 | 예선 탈락 | 예선 탈락 | 예선 탈락 | 예선 탈락 |
| 도화                          | 찬미 (AOA)                | 10 | 26 | 예선 탈락 | 예선 탈락 | 예선 탈락 | 예선 탈락 | 예선 탈락 | 예선 탈락 | 예선 탈락 | 예선 탈락 |
| 화의자                        | 홍의진 (前 소나무)        | 5  | 27 | 예선 탈락 | 예선 탈락 | 예선 탈락 | 예선 탈락 | 예선 탈락 | 예선 탈락 | 예선 탈락 | 예선 탈락 |
| 체리                          | 이수정 (러블리즈)         | 9  | 28 | 예선 탈락 | 예선 탈락 | 예선 탈락 | 예선 탈락 | 예선 탈락 | 예선 탈락 | 예선 탈락 | 예선 탈락 |
| 키키                          | 미레 (트라이비)           | 29 | 29 | 예선 탈락 | 예선 탈락 | 예선 탈락 | 예선 탈락 | 예선 탈락 | 예선 탈락 | 예선 탈락 | 예선 탈락 |
| 차도도                        | 예린 (前 여자친구)        | 14 | 30 | 예선 탈락 | 예선 탈락 | 예선 탈락 | 예선 탈락 | 예선 탈락 | 예선 탈락 | 예선 탈락 | 예선 탈락 |
| 자진하차                      |                           |    |    |           |           |           |           |           |           |           |           |
| 뚱냥이                        | 올리비아 혜 (이달의 소녀) | 12 | 7  | 자진하차  | 자진하차  | 자진하차  | 자진하차  |           |           |           |           |

## 에피소드 목록
| 번호 | 제목 | 카카오페이지 공개일 | 유튜브 공개일    |
| --- | --- | ------------------- | ---------------- |
| 0 | "그랜드 오프닝" "걸그룹끼리 버추얼 세상에서 만나면 서로를 알아볼까?"                                             | 2022년 10월 24일    | 2022년 11월 12일 |
| 1 | "서바이벌 1:1 데스매치! 소녀V가 직접 고른 상대는?" "30인 여돌들이 서로 등급을 매기는 맹혹한 서바이벌"            | 2023년 1월 2일      | 2023년 1월 2일   |
| 소녀V 30인이 한 명씩 입장하여 공원에 모인다. 갑자기 공원이 무너지며 들판에 떨어지며, 왓쳐 4인이 앞에 서있다. 소녀V 30인이 자기 PR 영상을 보고 서로 평가한 점수를 기반으로 1위부터 30위까지 순위를 매기고, 일정 순위 범위에 따라 티어를 나누어 조를 편성한다. 이후 공개된 순위 순서대로 예선전인 1:1 데스매치 상대를 지목하게 된다. | |                     |                  |
| 2 | "[예선 1] 소녀V들의 운명을 가를 <1:1 데스매치>" "얼굴도 정체도 숨긴 현직 걸그룹 30인의 두 번째 데뷔를 향한 도전" | 2023년 1월 4일      | 2023년 1월 4일   |
| 짜루VS로즈, 체리VS도파민, 니모VS라스칼, 집순희VS유주얼, 서리태VS무너의 예선전이 공개됐다. | |                     |                  |
| 3 | "[예선 2] 한 명은 소멸! <1:1 데스매치>" "내 이름이 사라지는 게 무서워"                                           | 2023년 1월 9일      | 2023년 1월 9일   |
| 짜루VS로즈, 리엔VS도화, 크앙VS예니콜, 키키VS캐서린의 예선전이 공개됐다. | |                     |                  |
| 4 | "[예선 3] 새로운 문 <1:1 데스매치>" "끝나지 않은 반전! 데스매치 집단 기권 사태의 전말은?"                        | 2023년 1월 11일     | 2023년 1월 14일  |
| 치어VS김세레나, 정호랑VS뚱냥이, 하이루VS루비, 시계는와치VS니케나, 세라VS화의자, 순대내장의 예선전이 공개됐다. 차도도는 건강상의 이유로 예선전에 불참했다. | |                     |                  |
| 5 | "[패자부활전 1] 15인의 소녀V 중 생존할 소녀는?" "'아이돌로서 마지막 무대' 소녀는 소멸되지만 꿈은 계속된다"       | 2023년 1월 16일     | 2023년 1월 19일  |
| 승리한 15명의 소녀V가 본선으로 진출하는 모습을 모니터를 통해 지켜보던 패배팀 인원들의 머리 위에 경고 아이콘이 나타난 후에 탈락자 방이 무너져서 패자부활전 무대로 이동하게 된다. | |                     |                  |
| 6 | "[패자부활전 2] 소멸 직전 단 두 명만 생존!" "'우리도 이제 걸그룹?!' 오직 한 팀만이 승리하는 여돌 MV 대전의 시작" | 2023년 1월 23일     | 2023년 1월 26일  |
| 패자 부활전에서 3명이 부활하여 본선에 진출한다. 진출한 소녀V들 중 1위부터 4위에 의해서 본선 팀이 결정된다. 결선곡은 무대 의상의 선택으로 정해지게 된다. | |                     |                  |
| 7 | "[본선 1] 소녀V들의 베넷핏 쟁탈전!" "우당탕탕 베네핏 쟁탈전 그리고 충격의 투표 중간 순위 발표!?"                 | 2023년 1월 30일     | 2023년 2월 2일   |
| 본선 베네핏을 위해서 게임을 진행하게 된다. | |                     |                  |
| 8 | "[본선 2] 불화의 시작? 본격적인 본선 준비!" "악마의 편집 당하기 전에 스스로 악마가 되어버린 소녀들"              | 2023년 2월 6일      | 2023년 2월 9일   |
| 베네핏을 얻기 위해서 팀별 라이브 방송을 진행하게 된다. | |                     |                  |
| 9 | "[본선 3] 소녀대전! 결선에 진출할 10인의 소녀는?" ""나...소멸되는 거야?" 이별을 마주하는 소녀들의 자세"          | 2023년 2월 13일     | 2023년 2월 16일  |
| 본선 뮤비 영상이 공개된다. 이후, 탈락 후보자 10인은 소리역에서 열차를 탑승한다. | |                     |                  |
| 10 | "[결선 1] 마지막 팀 선정! 아이돌 필수 관문 버육대까지" "고삐 풀린 아이돌들의 버추얼 아육대 지금 시작합니다"      | 2023년 2월 20일     | 2023년 2월 23일  |
| 열차에 탑승한 소녀V들 중 5명만이 소멸하며, 결선에는 소녀V 10인들이 남게 된다. 결선 진출자 10인은 결선곡 주제인 ‘시간’과 ‘운명’을 선택하게 된다. 버추얼 아육대가 진행이 되며 우승 팀의 소녀X에게 한우 세트가 지급된다. | |                     |                  |
| LIVE | 2023년 2월 21일                                                                                                  | 2023년 2월 21일     |                  |
| 11 | "[결선 2] 버추얼 그룹 탄생! 데뷔 멤버 5인 공개!" "최종 데뷔조 발표! 데뷔 직전 소녀들을 찾아온 엔젤의 정체는?"    | 2023년 3월 6일      | 2023년 3월 9일   |
| 최종 데뷔 멤버를 정하기 위한 생방송이 진행되며, 그런 소녀V들을 위해 소멸한 소녀V 8인이 엔젤로 등장한다. ‘시간’과 ‘운명’ 팀 각각의 뮤직 비디오가 공개되고, 온라인 사전 투표, 실시간 투표, 팀 투표를 합산해서 1위부터 5위까지의 소녀V가 데뷔를 하게 된다.                                                                            | |                     |                  |
| 12 | "Mini Showcase 'CHO MINI CONCERT'"                                                                               | 2023년 5월 8일      | 2023년 5월 11일  |
| 데뷔 및 음반 발매 하루 전에 방영되는 데뷔 쇼케이스이다. 뮤직 비디오가 첫 공개가 된다. | |                     |                  |

## 미션 목록

### 1:1 데스매치 (2~4화)
| #  | 라운드 | 지목자       | 노래                                                          | 결과      |
| #  | 라운드 | 지목 대상    | 노래                                                          | 결과      |
| -- | ------ | ------------ | ------------------------------------------------------------- | --------- |
| 1  | 4R     | 집순희       | Maria (김아중) 사랑은 은하수 다방에서 (10CM)                  | 진출      |
| 1  | 4R     | 유주얼       | 주저하는 연인들을 위해 (잔나비) LOVE DIVE (IVE)               | 탈락      |
| 2  | 8R     | 크앙         | 시작 (박기영) 바나나 알러지 원숭이 (오마이걸 반하나)          | 진출      |
| 2  | 8R     | 예니콜       | 마지막 너의 인사 (헤이즈)                                     | 탈락      |
| 3  | 14R    | 세라         | 서울의 달 (김건모) 정인 - 미워요 (정인) Piano Man (마마무)    | 진출      |
| 3  | 14R    | 화의자       | ...사랑했잖아... (린) 에잇 (아이유) Piano Man (마마무)        | 탈락      |
| 4  | 7R     | 리엔         | 오늘 취하면 (SURAN) TOMBOY ((여자)아이들)                     | 진출      |
| 4  | 7R     | 도화         | Twinkle (레니모니)                                            | 탈락      |
| 5  | 10R    | 치어         | 빨간 립스틱 (이하이)                                          | 진출      |
| 5  | 10R    | 김세레나     | 사건의 지평선 (윤하)                                          | 탈락      |
| 6  | 1R     | 짜루         | Stay Beautiful (제이미) Snapping (청하)                       | 탈락      |
| 6  | 1R     | 로즈         | Way Back Home (숀) 라비앙로즈 (IZ*ONE)                        | 진출      |
| 7  | 2R     | 체리         | 색안경 (STAYC)                                                | 탈락      |
| 7  | 2R     | 도파민       | 신호등 (이무진) If I Had A Tail (Ingrid Witt)                 | 진출      |
| 8  | 13R    | 시계는와치   | 사랑인가 봐 (멜로망스)                                        | 탈락      |
| 8  | 13R    | 니케나       | Memories... (윤미래)                                          | 진출      |
| 9  |        | 뚱냥이       |                                                               |           |
| 9  | 무너   |              |                                                               |           |
| 10 |        | 무너         |                                                               |           |
| 10 | 키키   |              |                                                               |           |
| 11 | 9R     | 키키         | I'm a Dynamite (Harvio)                                       | 탈락      |
| 11 | 9R     | 캐서린       | Schhh (Bonkers Beat Club)                                     | 진출      |
| 12 | 6R     | 차차다섯공주 | 안녕 (조이)                                                   | 탈락      |
| 12 | 6R     | 바림         | 열이 올라요 (선미) Nuckle Flow (넉살)                         | 진출      |
| 13 | 15R    | 차도도       | 사랑의 인사 (씨야)                                            | 탈락      |
| 13 | 15R    | 순대내장     | MY BAG ((여자)아이들) 내 귀에 캔디 (백지영) BAE BAE (BIGBANG) | 부전승    |
| 14 | 3R     | 니모         | 꽃길 (김세정) 사랑이 아니라 말하지 말아요 (이소라)            | 본선 진출 |
| 14 | 3R     | 라스칼       | 꽃길 (김세정) 묘해, 너와 (어쿠스틱 콜라보)                    | 탈락      |
| 15 | 12R    | 하이루       | Abracadabra (브라운아이드걸스)                                | 탈락      |
| 15 | 12R    | 루비         | 미안해 (박정현) Square (2017) (백예린)                        | 본선 진출 |
| 16 | 11R    | 정호랑       | 사랑은 창밖에 빗물 같아요 (양수경)                            | 탈락      |
| 16 | 11R    | 뚱냥이       | Tired of Love (기탁) Lip & Hip (현아)                         | 진출      |
| 17 | 5R     | 서리태       | 콩깍지 (장윤정) M it Work                                     | 탈락      |
| 17 | 5R     | 무너         | Rain Drop (아이유) 우유송 U-Go-Girl (이효리)                  | 진출      |

### 패자부활전 (5~6화)
- 각 라운드의 1위와 2위가 본선 진출을 하게 된다. (단, 2위는 점수가 낮은 참가자가 탈락한다.)

| 패자부활전 팀 결과 | 패자부활전 팀 결과             | 패자부활전 팀 결과      | 패자부활전 팀 결과 |
| 라운드             | 참가자                         | 노래                    | 결과               |
| ------------------ | ------------------------------ | ----------------------- | ------------------ |
| A                  | 도화, 차차다섯공주, 라스칼     | LATATA ((여자)아이들)   | 패배               |
| A                  | 유주얼, 정호랑, 서리태         | 까탈레나 (오렌지캬라멜) | 승리               |
| B                  | 체리, 시계는와치, 하이루, 키키 | Darling (걸스데이)      | 패배               |
| B                  | 화의자, 짜루, 차도도, 김세레나 | 열애중 (벤)             | 승리               |

| 순위 | A 라운드     | A 라운드  | B 라운드   | B 라운드 | 결과              |
| 순위 | 참가자       | 점수      | 참가자     | 점수     | 결과              |
| ---- | ------------ | --------- | ---------- | -------- | ----------------- |
| 1위  | 서리태       | 117,427점 | 짜루       | 92,914점 | 부활              |
| 2위  | 정호랑       | 84,189점  | 김세레나   | 92,234점 | 김세레나 부활     |
| 3위  | 유주얼       | 78,274점  | 차도도     | 82,371점 | 소멸 및 정체 공개 |
| 4위  | 차차다섯공주 | 67,739점  | 하이루     | 74,185점 | 소멸 및 정체 공개 |
| 5위  | 도화         | 59,918점  | 화의자     | 71,816점 | 소멸 및 정체 공개 |
| 6위  | 라스칼       | 56,952점  | 체리       | 61,766점 | 소멸 및 정체 공개 |
| 7위  |              |           | 시계는와치 | 54,805점 | 소멸 및 정체 공개 |
| 8위  | 키키         | 45,262점  |            |          | 소멸 및 정체 공개 |

### 소녀대전 (7~8화)
- 예선 순위 중 1~4위인 소녀V가 팀원을 선택한다.
- 굵은 글씨는 팀 대표이다.

| 소녀대전 (경연곡 선정) | 소녀대전 (경연곡 선정)               | 소녀대전 (경연곡 선정) | 소녀대전 (경연곡 선정) | 소녀대전 (경연곡 선정) |
| 팀 이름                | 구성원                               | 순위                   | 선택 의상              | 경연곡                 |
| ---------------------- | ------------------------------------ | ---------------------- | ---------------------- | ---------------------- |
| 어벤어스               | 리엔, 집순희, 세라, 김세레나         | 1위                    | 빨간 코트              | 너랑 나 (아이유)       |
| 모태바비               | 루비, 바림, 니모, 서리태             | 4위                    | 머플러 스쿨룩          | White (핑클)           |
| 귀미태                 | 도파민, 무너, 뚱냥이, 크앙, 로즈     | 3위                    | 탱크톱 + 청바지        | Gee (소녀시대)         |
| 기집애들               | 캐서린, 치어, 니케나, 순대내장, 짜루 | 2위                    | 핫핑크 원피스          | ELEVEN (IVE)           |

| 뮤직비디오 베네핏 미션 | 뮤직비디오 베네핏 미션 | 뮤직비디오 베네핏 미션 |             |
| 게임 종류              | 장소                   | 대결 팀                | 베네핏 획득 |
| ---------------------- | ---------------------- | ---------------------- | ----------- |
| 방탈출 게임            | 버려진 저택            | 어벤어스 vs 모태바비   | 어벤어스    |
| 피자 만들기            | 공중 부엌              | 귀미테 vs 기집애들     | 귀미테      |
| 필드 서바이벌          | 비밀의 숲              | 네 팀이 동시에 대결    | 귀미테      |

### 결선
| 팀   | 결선곡                           | 참가자   | 순위 | 점수             | 점수             | 점수      | 점수        |
| 팀   | 결선곡                           | 참가자   | 순위 | 온라인 사전 투표 | 실시간 문자 투표 | 팀 베네핏 | 합계        |
| ---- | -------------------------------- | -------- | ---- | ---------------- | ---------------- | --------- | ----------- |
| 시간 | 시간이 날 태우고 너에게로 데려가 | 김세레나 | 5    | 61,274.479       | 153,598.871      | 30,000    | 244,873.350 |
| 시간 | 시간이 날 태우고 너에게로 데려가 | 리엔     | 4    | 100,937.007      | 135,094.872      | 30,000    | 266,031.879 |
| 시간 | 시간이 날 태우고 너에게로 데려가 | 무너     | 1    | 120,069.012      | 165,203.074      | 30,000    | 315,272.086 |
| 시간 | 시간이 날 태우고 너에게로 데려가 | 집순희   | 7    | 99,557.874       | 48,455.387       | 30,000    | 178,013.261 |
| 시간 | 시간이 날 태우고 너에게로 데려가 | 크앙     | 3    | 65,576.653       | 175,866.395      | 30,000    | 271,443.048 |
| 운명 | 운명처럼                         | 로즈     | 6    | 82,458.567       | 139,564.058      | 0         | 222,022.626 |
| 운명 | 운명처럼                         | 루비     | 8    | 122,276.178      | 28,696.879       | 0         | 150,973.058 |
| 운명 | 운명처럼                         | 서리태   | 2    | 218,495.610      | 63,352.674       | 0         | 281,848.284 |
| 운명 | 운명처럼                         | 세라     | 10   | 64,961.859       | 42,339.658       | 0         | 107,301.517 |
| 운명 | 운명처럼                         | 짜루     | 9    | 64,392.759       | 47,828.132       | 0         | 112,220.892 |

## 노래 목록
| 제목                           | 연도 | 앨범                           |
| ------------------------------ | ---- | ------------------------------ |
| 약속해                         | 2022 | 소녀 리버스(RE:VERSE) - 약속해 |
| 시간이 날 태우고 너에게 데려가 | 2023 | 소녀 리버스(RE:VERSE) - FINAL  |
| 운명처럼                       | 2023 | 소녀 리버스(RE:VERSE) - FINAL  |

## 스핀오프
《소녀도감》은 “소녀 리버스(RE:VERSE)”의 스핀오프이다. 

### 에피소드 목록
| 번호 | 제목                                                    | 공개일          | 영상                |
| ---- | ------------------------------------------------------- | --------------- | ------------------- |
| 1    | "짜루 편" 모두에게 사랑받았던 인싸 소녀                 | 2022년 3월 27일 | 카카오페이지 유튜브 |
| 2    | "세라 편" 키보드워리어가 본인 항목을 직접 작성한다면?   | 2022년 3월 29일 | 카카오페이지 유튜브 |
| 3    | "루비 편" 소녀 리버스 출연 후 갑자기 입이 거칠어진 소녀 | 2022년 4월 3일  | 카카오페이지 유튜브 |
| 4    | "집순희 편" 반포 자이로 이사한 근황                     | 2022년 4월 5일  | 카카오페이지 유튜브 |
| 5    | "로즈 편" 발연기는 연기를 잘한다는 말이지?              | 2022년 4월 10일 | 카카오페이지 유튜브 |

## 같이 보기
- VRChat
- 이세계 아이돌

### 내용주
1. ↑  예니콜은 술에 취해 바닥에 쓰러져 잠들고 있어서 패자부활전 무대로 이동하지 못했다. 6화에서 예니콜은 부활 기회를 다른 소녀들에게 양보한다고 하면서 패자부활전 불참으로 인한 최종 탈락이 됐다.
2. 1 2 3 4  본편에서 공개되지 않았으나 추후 외부 플랫폼의 미공개 영상으로 공개됨
3. ↑  해당 지목은 무너의 무적권 사용으로 인해 취소되고, 지목권이 무너에게로 넘어갔다.
4. ↑  해당 지목은 키키의 무적권 사용으로 인해 취소되고, 지목권이 키키에게로 넘어갔다.
5. ↑  건강 문제로 인해 경기 진행 불가 판단되어 형평성을 위해 탈락하였으며, 미공개 영상을 통해 예선 무대가 공개됐다.
6. ↑  본편에서 통편집되었다.
7. ↑  자진하차하였다.

### 참조주
1. ↑  윤상근 (2022년 10월 6일). “카카오엔터, 11월 버추얼 걸그룹 서바이벌 '소녀 리버스' 론칭[공식]”. 스타뉴스. 2023년 1월 3일에 확인함.
2. ↑  한해선 (2022년 10월 12일). “카카오엔터, 이번엔 버추얼캐..'소녀 리버스' 30명 PR 영상 공개”. 스타뉴스. 2023년 1월 3일에 확인함.
3. ↑  강보라 (2022년 10월 24일). “소녀 리버스' 공식 티저 공개, 오늘(24일)부터 캐릭터 투표”. 싱글리스트. 2023년 1월 3일에 확인함.
4. ↑  박서현 (2022년 11월 18일). “'소녀 리버스' 예비 걸그룹 30명 'MMA2022' 출격..'약속해' 최초 공개”. 헤럴드POP. 2023년 1월 3일에 확인함.
5. ↑  김현식 (2022년 11월 28일). “카카오엔터, 서바이벌 예능 '소녀 리버스' 공개 잠정 연기”. 이데일리. 2023년 1월 3일에 확인함.
6. ↑  김종은 (2022년 12월 22일). “공개 연기했던 '소녀 리버스', 1월 2일 론칭”. 티브이데일리. 2023년 1월 3일에 확인함.